# Gefecht in Njaswisch
1. Phase: Schwedische Dominanz (1700–1709)
Dänischer Kriegsschauplatz (1700)
Humlebæk • Tönning I 
Livländ./ Estnischer Kriegsschauplatz (1700–1708)
Riga I • Jungfernhof • Varja • Pühhajoggi • Narva • Petschora • Düna • Rauge • Erastfer • Hummelshof • Embach • Tartu • Narva II • Wesenberg I • Wesenberg II
Ingermanländ./ Finnischer Kriegsschauplatz (ab 1701)
Archangelsk • Ladogasee • Nöteborg • Nyenschanz • Newa • Systerbäck • Petersburg • Wyborg I • Porvoo • Newa II • Koporje II • Kolkanpää
Litauisch-weißrussischer Kriegsschauplatz (1702–1706)
Vilnius • Saladen • Jakobstadt • Gemauerthof • Mitau • Grodno I • Olkieniki • Njaswisch • Klezk • Ljachawitschy
Polnischer Kriegsschauplatz (1702–1706)
Klissow • Pułtusk • Thorn • Lemberg • Warschau • Posen • Punitz • Tillendorf • Rakowitz • Praga • Fraustadt • Kalisch 
Russischer Kriegsschauplatz (1708–1709)
Grodno II • Golowtschin • Moljatitschi • Rajowka • Lesnaja • Desna • Baturyn • Koniecpol • Weprik • Opischnja • Krasnokutsk • Sokolki • Poltawa I • Poltawa II
2. Phase: Schweden in der Defensive (1710–1721)
Baltischer und Finnischer Kriegsschauplatz (bis 1714)
Riga II • Wyborg II • Pernau • Kexholm • Reval • Hogland • Pälkäne • Storkyro • Nyslott • Hanko 
Schwed./Norwegischer Kriegsschauplatz (1710–1721)
Helsingborg • Køge-Bucht • Bottnischer Meerbusen • Frederikshald I • Dynekilen-Fjord • Göteborg I • Strömstad • Trondheim • Frederikshald II • Marstrand • Ösel • Göteborg II • Södra Stäket • Grönham • Sundsvall
Norddeutscher Kriegsschauplatz (1711–1716)
Elbing • Wismar I • Lübow • Stralsund I • Greifswalder Bodden I • Stade • Rügen • Gadebusch • Altona • Tönning II • Stettin • Fehmarn • Wismar II • Stralsund II • Jasmund • Peenemünde • Greifswalder Bodden II • Stresow 
Das Gefecht in Njaswisch (auch Gefecht in Nieśwież oder Gefecht in Niezwitz genannt) war ein kleines Scharmützel im Großen Nordischen Krieg. Es fand am 13. März 1706 in der Stadt Njaswisch statt und endete mit einem Sieg der schwedischen Dragoner unter dem Oberbefehl von Oberstleutnant Johan Reinhold von Trautvetter. In der Folge ergab sich am 5. Mai auch die Besatzung der Festung Njaswisch den Schweden.

## Im Vorfeld
| \| Gefecht in Njaswisch \| |
| Lage des Schlachtfeldes    |
| Gefecht in Njaswisch       |

Der schwedische König Karl XII. führte seit 1701 gegen den gewählten polnischen König August II. einen Entthronungskrieg. Er versuchte alles in seiner Macht stehende, um den König abzusetzen und ihn durch den schwedentreuen Stanislaus I. Leszczyński zu ersetzen.
Nach der Schlacht bei Fraustadt, in der die russisch-sächsische Armee vernichtend geschlagen wurde, teilte August II. seine Armee auf und entsandte den einen Teil nach Grodno und marschierte mit dem anderen Teil nach Krakau. Nachdem die Nachricht von der Niederlage bei Fraustadt in Grodno eingetroffen war, beschloss der russische Kommandeur Olgivy mit den verbliebenen 10.000 kampffähigen Männern einen Ausbruch nach Kiew. Sie entkamen den schwedischen Verfolgern und konnten sich über die Grenze retten.
Als erstes Ziel wurden von den verfolgenden Schweden Stützpunkte der auf russischer Seite kämpfenden Kosaken ausfindig gemacht und angegriffen. Einer dieser Nachschub- und Versorgungsstützpunkte war Njaswisch. Von hier aus waren Teile des Kosakenheeres aufgebrochen, um die Hauptarmee des Schwedenkönigs anzugreifen.

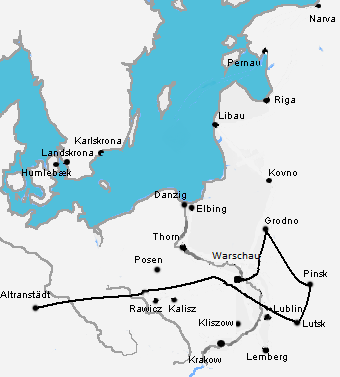
Feldzug Karls XII. Ende 1705 bis Ende 1706

## Die Schlacht
Oberst Trautvetter ritt mit 500 Dragonern aus dem Reiterregiment Meijerfeldt direkt auf die Stadt zu. Die etwa 1000 Mann starke Besatzung von Njaswisch wurde von dem Angriff völlig überrascht und versuchten Zuflucht in der Festung von Njaswisch zu erlangen. Dies wurde ihnen aber von den sächsischen und polnisch-litauischen Festungstruppen nicht gewährt. Die Kosaken entschlossen sich, die Stadttore von Njaswisch zu schließen und die Stadtmauer als Deckung zu benutzen.
Trautvetter ließ 300 seiner Dragoner absitzen und in drei Bataillone teilen. Diese suchten einen geeigneten Weg über die Stadtmauer. Als sie die Mauer überwunden hatten, nahmen sie als erstes das Stadttor ein und ließen die übrigen 200 Reiter in die Stadt einreiten.
Die Kosaken zogen sich zum Marktplatz von Njaswisch zurück und versuchten diesen zu verteidigen. Nach nicht einmal einer halben Stunde Straßenkampf ergaben sich die ersten Kosaken. Der Oberst hatte sowohl den Musketenangriff als auch den Angriff mit dem Schwert befohlen, sodass die Kosaken von den schwedischen Reitern durch die Gassen der Stadt gejagt und getötet wurden. Etwa 500 Kosaken flohen in das nahe gelegene Kloster, dort waren diese für den Oberstleutnant nicht greifbar, und er musste sich mit der Einnahme der Stadt zufriedengeben. Die meisten Kosaken suchte in den Häusern rings um den Marktplatz Schutz. Aus diesen begannen sie die Schweden gedeckt zu beschießen. Überrascht von dieser Taktik, zogen sich die Schweden kurz zurück. Der Oberstleutnant befahl, die Häuser anzuzünden. So verbrannten etwa 500–600 Kosaken in den Häusern, die, welche aus den Fenstern sprangen oder die Häuser verließen, gingen freiwillig in Gefangenschaft, etwa 180 Kosaken.

## Die Verluste und Kriegsbeute
Durch das Niederbrennen der Häuser starben über 500 Kosaken, einschließlich ihres Kommandeurs Oberst Michail Michailovskij. Die Schweden hatten keine Toten zu beklagen, aber etwa 50 Verletzte, diese schickte der Oberstleutnant zusammen mit den Gefangenen zur Hauptarmee von Karl XII. Die Schweden erbeuteten vier Kanonen, vier Banner und vier paar Pauken.

## Die Folgen
Oberstleutnant Trautvetter hielt sich nicht lange in Njaswisch auf. Er ließ eine kleine Besatzung zurück, welche auf die Hauptarmee warten sollte und später nachrückte. Er ritt mit dem Gros seines Regiments weiter Richtung Lachowicze, ihm wurde gesagt, dort seien fast 2000 Kosaken versammelt, um einen Angriff auf die Schweden zu führen. Die Kosaken hatten sich bereits in die Festung von Lachowicze zurückgezogen und einen Teil der Stadt angezündet, sodass Trautvetter mit der Belagerung von Lachowicze begann.
Am 5. Mai ergab sich auch die Besatzung der Festung. König Karl XII. ließ über seinen Generaladjutanten Rosenstierna dem Kommandanten mitteilen, dass dieser die Festung zu übergeben habe. Als der Kommandant ablehnte, drohte der König die gesamte Besatzung nach der Eroberung zu hängen. Der Kommandant übergab die Festung nach einer Stunde Bedenkzeit kampflos, und die Besatzung, etwa 200 Mann, ging in Gefangenschaft. Erbeutet wurden 17 metallene und 4 eiserne Stücke, welche eingeschmolzen wurden. Die Festung zählte zu den schönsten im damaligen Polen. Sie war mit vier Bollwerken ausgestattet gewesen und hatte genügend Platz im Inneren. Die Festung wurde auf den Befehl des Königs hin geschleift und gesprengt.